# ZMapp
ZMapp és un medicament experimental biofarmacèutic comprèn tres anticossos monoclonals humanitzats en desenvolupament com a tractament per a la febre hemorràgica de l'Ebola. El medicament va ser provat per primera vegada en éssers humans durant el brot d'Ebola a l'Àfrica de l'oest de 2014 i va ser acreditat com ajudar a salvar vides, però no ha estat sotmès a un assaig clínic aleatoritzat per demostrar la seva seguretat o la seva eficàcia.
El 2016, un estudi clínic va determinar que ZMapp era ineficaç contra l'Ebola en comparació amb altres dos tractaments.